# Chromocryptus oreius
Chromocryptus oreius là một loài tò vò trong họ Ichneumonidae.